# The Cannonball Adderley Quintet in San Francisco
The Cannonball Adderley Quintet in San Francisco — концертний альбом американського джазового саксофоніста Кеннонболла Еддерлі, випущений у 1959 році лейблом Riverside.

## Опис
Альт-саксофоніст Кеннонболл Еддерлі записав цей концертний альбом зі своїм братом, корнетистом Нетом Еддерлі, разом з піаністом Боббі Тіммонсом, басистом Семом Джонсом і ударником Луї Гейзом. Тепле, бурхливе почуття квінтету передучім відображається на двох з найкращих композиціях цього сету — «Hi-Fly» Ренді Вестона і свінговій «This Here» Тіммонса. Дві власні композиції Еддерлі, «Spontaneous Combustion» і «You Got It!» поєднують у собі палку швидкість пост-бопу з пульсуючими заразливими блюзовими структурами. Разом  з Somethin' Else, шедевром Еддерлі 1958 року, In San Francisco є одним з ключових записів саксофоніста.

## Список композицій
1. «This Here» (Боббі Тіммонс) — 12:26
2. «Spontaneous Combustion» (Джуліан Еддерлі) — 11:44
3. «Hi-Fly» (Ренді Вестон) — 11:07
4. «You Got It» (Джуліан Еддерлі) — 5:07
5. «Bohemia After Dark» (Оскар Петтіфорд) — 8:06

## Учасники запису
- Кеннонболл Еддерлі — альт-саксофон
- Нет Еддерлі — корнет
- Боббі Тіммонс — фортепіано
- Сем Джонс — контрабас
- Луї Гейз — ударні

Технічний персонал
- Оррін Кіпньюз — продюсер